# ボル (クロアチア)
ボル (Bol) は、クロアチアのスプリト＝ダルマチア郡ブラチ島の南側に位置する基礎自治体で、人口は 1,630人（2011年）。
ボルという地名はラテン語の「vallum（城壁）」に由来するもので、この町はズラトニ・ラット（通称「Golden cape」）という非常によく知られたビーチで有名である。ズラトニ・ラットは潮流の作用で形成された、おもに礫からなる岬である。ズラトニ・ラット一帯のアドリア海の海水は、澄んでおり、いくらか冷たいが、これはこれは岬が位置する海峡を強い潮流が流れているためである。岬の突出部は、両側にビーチが広がっている。ボルの町自体も、人気の高い観光地となっており、波止場に面したバーやレストランで知られ、またウィンドサーフィンの好適地としても知られている。
ボルにあるドミニコ会の教会には、トリポ・ココルジャの油彩画多数が所蔵されている。

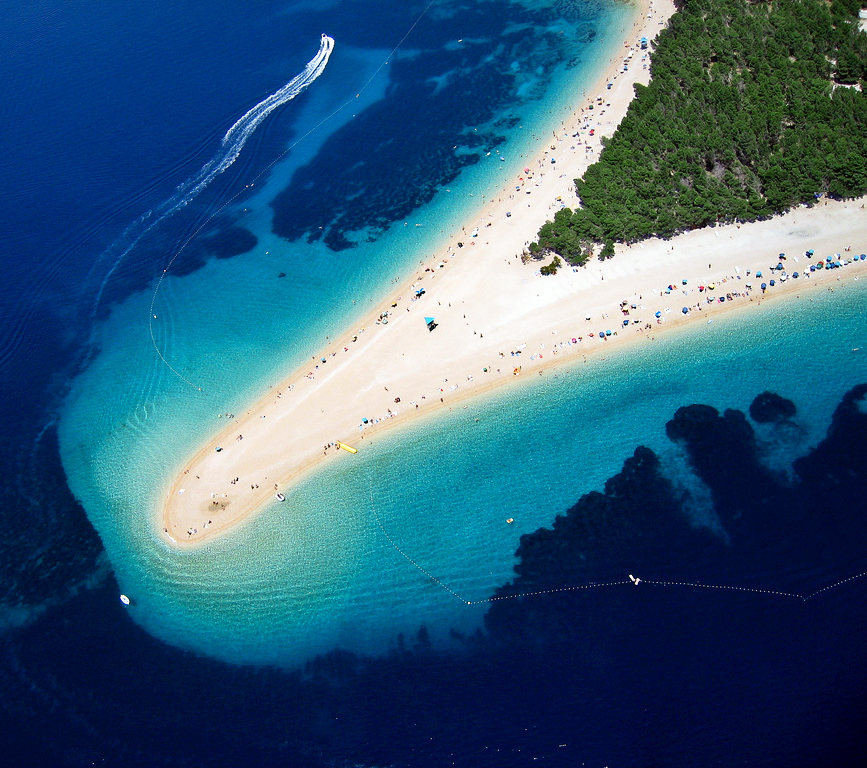
ズラトニ・ラットのビーチ

## 姉妹都市
ボルは、下記の都市と姉妹都市の関係にある。
- クロアチア オミーシュ（英語版）